# Conus julieandreae
Conus julieandreae é uma espécie de gastrópode do gênero Conus, pertencente à família Conidae.